# 佐藤茂
佐藤 茂（さとう しげる、1967年 - ）は、日本の小説家。宮城県出身、石巻市在住。東北学院大学経済学部二部経済学科卒。1997年に『競漕海域』で、第9回日本ファンタジーノベル大賞優秀賞を受賞しデビューする。

## 作品リスト
- 競漕海域
  - 1997年12月発売、新潮社、ISBN 978-4104204014

- ∀ガンダムシリーズ （1999年 - 2000年、挿絵:萩尾望都、鶴田謙二）
  - 1 初動
  - 2 騒乱
  - 3 百年の恋
  - 4 火と月
  - 5 月光蝶
  - Episodes

- DEKU 親愛なる来訪者（挿絵:小菅久実）
  - 2001年7月発売、角川スニーカー文庫、ISBN 978-4044229078